# 拉纳姆体育俱乐部
拉纳姆体育俱乐部（Ratnam SC） 是斯里兰卡足球俱乐部，位于斯里兰卡首都科伦坡。俱乐部始建于1930年，是一支值得注意的斯里兰卡球队，历史上取得过一系列不错的战绩。
俱乐部的陈列室中收藏了2000年和2004年斯里兰卡足协杯的冠军以及2004年冠军优胜者杯冠军。

## 球队荣誉
- 斯里兰卡足球超级联赛: 3次
  - 冠军: 1998年, 2000年, 2007年
- 斯里兰卡足协杯: 4次
  - 冠军: 2000年, 2004年, 2005年, 2006年
- Dialog冠军优胜者杯: 1次
  - 冠军: 2004年